# Серрано, Нестор
Нестор Серрано (англ. Nestor Serrano, родился 5 ноября 1955) — американский актёр кино и телевидения.

## Карьера
Серрано начал свою карьеру как театральный актёр в 1970-х годах. Его дебютам стала комедия с участием Тома Хэнкса «Долговая яма». Затем последовали небольшие роли в фильмах «Смертельное оружие 2», «Плохие парни», «Переговорщик», «Империя», «Свой человек», «Вердикт за деньги» и «Послезавтра».
Кроме того, появился в большом количестве телесериалов: «Шпионка», «24 часа», «Закон и порядок» и его спин-оффах «Закон и порядок: Специальный корпус» и «Закон и порядок: Суд присяжных».
Сыграл отца Бобби в сериале «Дурнушка». Появился в третьем сезоне в роли Виктора Луны, менеджера-тирана Адрианны Тэйт-Дункан в сериале «90210: Новое поколение». Снялся в гостевой роли детектива Хановера в эпизоде «Poison» сериала «Мыслить как преступник».

## Избранная фильмография
- 2010—2011: 90210: Новое поколение / 90210 — Виктор Луна (7 эпизодов)
- 2010: Менталист / The Mentalist — Гарт Дракер (эпизод «Red Hot»)
- 2010: Чёрная метка / Burn Notice — Тони Каро (эпизод «Made Man»)
- 2010: Дурнушка / The Ugly Betty — Энтони Талерчио (эпизод «Fire and Nice»)
- 2009: Хорошая жена / The Good Wife — детектив Алек Шорс (эпизод «Conjugal»)
- 2009: Закон и порядок: Преступное намерение / Law & Order: Criminal Intent — Станислав Бардум / Стэш (эпизод «Alpha Dog»)
- 2009: Детектив Раш / Cold Case — Джейми Рис (эпизод «Stealing Home»)
- 2009: Медиум / Medium — Гектор Альварес (эпизод «…About Last Night»)
- 2008: Армейский жёны / Army Wives — Генерал Ратлидж (эпизод «Last Minute Changes»)
- 2008: Грань / Fringe — Генри Джейкобсон (эпизод «The Arrival»)
- 2008: Акула / Shark — Дюк Баллантине (эпизод «Leaving Las Vegas»)
- 2008: Юристы Бостона / Boston Legal — Рональд Лазарус (эпизод «The Court Supreme»)
- 2008: Закон и порядок / Law & Order — Хуан Дельгадо (эпизод «Tango»)
- 2007: Схватка / Damages — Джон Петрони (эпизод «And My Paralyzing Fear of Death»)
- 2006: Малкольм в центре внимания / Malcolm in the Middle — Pig Prosecutor (эпизод «Cattle Court»)
- 2006: Мыслить как преступник / Criminal Minds — Детектив Хановер (эпизод «Poison»)
- 2005: C.S.I.: Место преступления / CSI: Crime Scene Investigation — Детектив Ортега (эпизоды «A Bullet Runs Through It, Parts 1 & 2»)
- 2005: Закон и порядок: Суд присяжных / Law & Order: Trial by Jury — Педро (эпизод «Boys Will Be Boys»)
- 2005: Шпионка / Alias — Томас Рэймс (эпизод «A Clean Conscience»)
- 2005: 24 часа / 24 — Нави Арас (10 эпизодов)
- 2004: Послезавтра/ The Day After Tomorrow — Том Гомес, начальник метеорологического управления США
- 2004: Закон и порядок: Специальный корпус / Law & Order: Special Victims Unit — Франко Мартинес (эпизод «Obscene»)
- 2003: CSI: Место преступления — Майами / CSI: Miami — Эдвард Хинкл / Френк (эпизод «Double Cap»)
- 2002: Скорая помощь / ER — Дэвид Торрес (эпизод «Lockdown»)
- 2001—2002: Клинок ведьм / Witchblade — Капитан Бруно Данте (10 эпизодов)
- 2001: Закон и порядок/ Law & Order — Алек Конрой (эпизод «Ego»)
- 2000: Закон и порядок: Специальный корпус / Law & Order: Special Victims Unit — Сержант Ллойд Эндрюс (эпизод «Asunder»)
- 2000: Военно-юридическая служба / JAG — Капитан Берроа (эпизод «Florida Straits»)
- 1999: Секретные материалы / The X-Files — Кен Начиаменто (эпизод «Milagro»)
- 1998: Завтра наступит сегодня / Early Edition — Винсент Корбелл (эпизод «In Gary We Trust»)
- 1993: Братья по крови / The Hat Squad — Рафаэль (5 эпизодов)
- 1982: Звонки / Ringers (короткометражный фильм) — Карлос